# Naka (Nagoja)
Naka (jap. 中区 Naka-ku) – jedna z 16 dzielnic Nagoi, stolicy prefektury Aichi. Dzielnica została założona 1 kwietnia 1908 roku. Położona w środkowej części miasta. Graniczy z dzielnicami: Chikusa, Kita, Higashi, Nishi, Nakamura, Shōwa, Atsuta i Nakagawa.
Na terenie dzielnicy znajdują się uczelnie Ohkagakuen University oraz kampus Tokijskiego Uniwersytetu Zdrowia.

## Miejscowe atrakcje
- Zamek Nagoya
- Wieża telewizyjna Nagoja
- Ōsu Kannon
- Banshō-ji
- Shōman-ji
- Nagoya City Science Museum
- Nagoya City Art Museum
- Electricity Museum, Nagoya
- Nagoya/Boston Museum of Fine Arts
- Hisaya Ōdori Park
- Misono-za
- Ran no Yakata